# USS Milwaukee (LCS-5)
USS Milwaukee (LCS-5) – amerykański okręt do walki w strefie przybrzeżnej typu Freedom. Trzeci okręt typu wszedł do służby w US Navy w 2015 roku. Jednostka została nazwana imieniem leżącego w stanie Wisconsin miasta Milwaukee.

## Projekt i budowa
Stocznia Marinette Marine zamówienie na drugą jednostkę typu Freedom otrzymała 29 grudnia 2010 roku. Uroczyste rozpoczęcie budowy miało miejsce 27 października 2011 roku. Wodowanie nastąpiło 18 grudnia 2013 roku . Na początku września 2015 roku, podczas prób morskich przy dużej prędkości okręt wygenerował wyższą niż się spodziewano falę, która uszkodziła 40 cywilnych jednostek cumujących w przystani w hrabstwie Door na wyspie Chambers. Dochodzenie prowadzone w tej sprawie przez United States Coast Guard, zakończyło się w czerwcu 2016 ugodą pomiędzy pokrzywdzonymi a ubezpieczycielem .
W konstrukcji USS „Milwaukee” w porównaniu do wcześniejszej jednostki serii, USS „Fort Worth”, wprowadzono 30 zmian. Liczba zmian w porównaniu do jednostki prototypowej serii USS „Freedom” sięgała kilkuset, co ostatecznie zdaniem producenta kończyło proces rozwoju tej konstrukcji, która miała być wzorcem dla kolejnych jednostek serii . Modułowa konstrukcja okrętu pozwala w zależności od potrzeb przystosować go do misji przeciwminowych, przeciwpodwodnych (ZOP), zwalczania jednostek nawodnych, bądź też wsparcia jednostek lądowych i operacji sił specjalnych. Zastosowanie zaawansowanych technologii łączności pozwala na szybką wymianę informacji taktycznej z przedstawicielami innych rodzajów sił zbrojnych.
Okręt wszedł do służby 21 listopada 2015 roku.

## Służba
11 grudnia 2015 roku, w pobliżu bazy Naval Station Norfolk, na okręcie doszło do awarii układu napędowego, poprzedzonej wykryciem opiłków metalu w filtrach oleju przekładni napędowych . Okręt został pozbawiony napędu i musiał zostać odholowany do portu przez USNS Grapple (T-ARS 53). Na początku listopada 2016 roku okręt udał się do stoczni BAE Systems w Jacksonville na trwający siedem miesięcy remont . 7 września 2017 roku okręt w trybie nadzwyczajnym opuścił bazę w Mayport, aby uniknąć skutków uderzenia huraganu Irma .
11 maja 2018 roku, okręt w ramach testów nowego modułu uzbrojenia, wystrzelił z niego cztery pociski AGM-114L Longbow Hellfire do celów symulujących atak szybkich łodzi .
30 sierpnia 2019 roku okręt był zmuszony tymczasowo opuścić bazę w Mayport, aby uniknąć skutków działania huraganu Dorian . W 2021 roku na jego wyposażenie wprowadzono drony MQ-8 Fire Scout.